# Горовце (округ Пухов)
Горовце (словац. Horovce) — село, громада округу Пухов, Тренчинський край. Кадастрова площа громади — 5.35 км². Протікає річка Квашов.
Населення 835 осіб (станом на 31 грудня 2020 року).

## Історія
Горовце згадується 1259 року.

## Населення
| Рік:            | 1994. | 2004.   | 2014.   | 2024.   |
| --------------- | ----- | ------- | ------- | ------- |
| Кількість осіб: | 806   | 784     | 847     | 917     |
| Різниця:        |       | -2,72 % | +8,03 % | +8,26 % |

| Рік:            | 2023. | 2024.   |
| --------------- | ----- | ------- |
| Кількість осіб: | 914   | 917     |
| Різниця:        |       | +0,32 % |